# Guy Marchand
Guy Émile Marchand (París, 22 de mayo de 1937-Cavaillon, 15 de diciembre de 2023) fue un actor, cantante, músico y escritor francés. Fue también pianista, saxofonista y clarinetista, y tocó jazz, blues y tango.

## Biografía
Hijo de un comerciante de chatarra y ama de casa, Guy Marchand nació y se crio en Belleville, un distrito al este de París, donde permaneció hasta su servicio militar. Durante la escuela secundaria en el Liceo Voltaire en París, tocó el clarinete durante las noches en Saint-Germain-des-Prés. Hizo su servicio militar como estudiante de reserva (EOR) en la Escuela de Tropas Aerotransportadas (BETAP) en Pau, y fue asignado como segundo teniente, un paracaidista, en un regimiento de trenes aéreos, específicamente al grupo de reparto. por aire (GLA 1) en Montigny-lès-Metz en 1962. Esto le valió estar en vivir durante algún tiempo en la tercera Exteriores regimiento de infantería (3.º REI) como oficial de enlace durante la guerra de Argelia. Se incorporó un tiempo a la Legión Extranjera. A principios de la década de 1960, como oficial de paracaídas, formó parte de los asesores técnicos de la película Le Jour plus longue y entró en el mundo del cine.

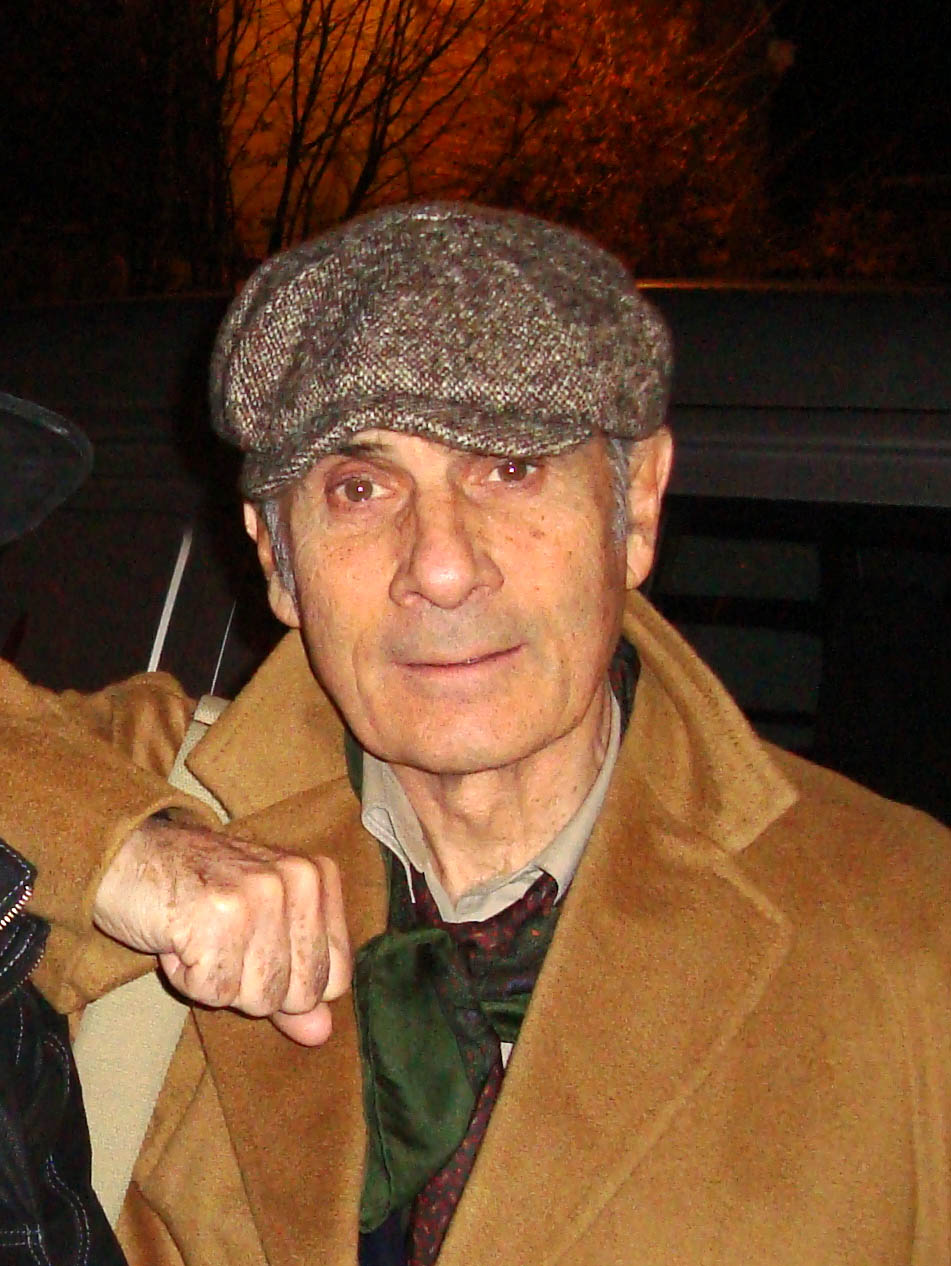
Guy Marchand en 2008 en Tournai (Bélgica).

Con una voz de crooner, conoció un primer éxito en la canción con su interpretación del suceso del verano de 1965 La Passionata, de la que también fue autor y compositor. Varios álbumes y sencillos siguen con igual éxito. Pero Guy Marchand, que amó el tango, fue también el intérprete, en 1982, de la canción Destinée (palabras de Philippe Adler, música de Vladimir Cosma), en la banda sonora de las películas Les Sous-doués en vacances, de Claude Zidi., y Santa Claus es una chatarra, Jean-Marie Poiré. Guy Marchand también consideró, con su humor habitual, que Destiny, así como su publicidad Con la PMU que jugamos como amamos, fue su principal contribución al patrimonio cultural.
En cine, después de su primera aparición como paracaidista en la película estadounidense Le Jour le plus Long (1962), interpretó, junto a Lino Ventura y Brigitte Bardot, en Boulevard du rhum, Robert Enrico (1971). Su carrera cinematográfica está marcada por numerosos papeles secundarios; la del inspector asistente de Lino Ventura, en Custodia, de Claude Miller, le valió el premio al mejor actor en un papel secundario en 1982. El mismo año, actuó en Nestor Burma, detective shock, Jean-Luc Miesch, personaje en el que Michel Serrault interpretó el papel del título, Guy Marchand retomó, casi diez años más tarde y durante muchos años, en la serie de televisión Nestor Burma. 
También fue conocido en Coup de Torchon, por Bertrand Tavernier (1981), con Philippe Noiret, por sus papeles como un marido enojado en Cousin, primo, Jean-Charles Tacchella (1975), y un cínico garaje provincial en El verano en una suave pendiente, por Gérard Krawczyk (1987). 
Además del paracaidismo, practicó boxeo, equitación, polo, deportes de motor conduciendo un Simca 1000 Rally 2 con el Star Racing Team. 
En 2007, publicó su autobiografía, Le Guignol des Buttes-Chaumont, y se casó con Adelina, una joven de origen siberiano que conoció en el aeropuerto de Roissy-Charles-de-Gaulle, donde trabajó como agente de seguridad. También estuvo casado con la actriz Béatrice Chatelier, su esposa ficticia en la película Les Sous-doués en vacances, con quien tuvo dos hijos. 
Desde entonces se dedicó a la publicación de varias novelas, Un rasoir dans les mains d'un singe (Una navaja de afeitar en manos de un mono), en 2008, Le Soleil des enfants perdus (El sol de los niños perdidos), en 2011, que recibió el premio Jean Nohain en 2012. Regresó en 2012 con el álbum Chansons de ma jeunesse, en el que retomó los estándares de la canción francesa. 
En 2017 y 2018, se interpretó a sí mismo en la serie Call My Agent!. En 2018, apareció en la película The Doudou, donde interpretó el papel de Francis, un jubilado un poco travieso.

## Filmografía

### Cine
- 1970: Boulevard du rhum de Robert Enrico: Ronald / el actor
- 1972: Une belle fille comme moi de François Truffaut: Roger, llamado Sam Golden
- 1975: Attention les yeux ! de Gérard Pirès: Bob Panzan
- 1975: Cousin, cousine de Jean-Charles Tacchella: Pascal
- 1975: L’Acrobate de Jean-Daniel Pollet: Ramon
- 1976: "le voyage de noces" de Nadine Trintignant: el marido celoso
- 1976: Le Grand Escogriffe de Claude Pinoteau: Marcel
- 1977: Tendre Poulet de Philippe de Broca: Beretti
- 1977: L'Hôtel de la plage de Michel Lang: Hubert Delambre
- 1978: Vas-y maman de Nicole de Buron: el periodista
- 1978: Le Maître nageur de Jean-Louis Trintignant: Marcel Potier
- 1979: Loulou de Maurice Pialat: André
- 1980: Plein Sud de Luc Béraud: Max Moineau
- 1980: Au-delà de la gloire de Samuel Fuller: Chapier
- 1980: Rends-moi la clé de Gérard Pirès: Charlie
- 1981: Nestor Burma, détective de choc de Jean-Luc Miesch: Marc Covet
- 1981: Arresto preventivo de Claude Miller: Inspecteur Marcel Belmont
- 1981: Coup de torchon de Bertrand Tavernier: Marcel Chavasson
- 1982: Les Sous-doués en vacances de Claude Zidi: Paul Memphis
- 1983: Mortelle Randonnée de Claude Miller: l'homme pâle
- 1983: Coup de foudre de Diane Kurys: Michel
- 1983: T'es heureuse? Moi, toujours... de Jean Marbœuf: el bailarín
- 1984: La Tête dans le sac de Gérard Lauzier: Romain
- 1984: Stress de Jean-Louis Bertuccelli: Alex
- 1984: P'tit con de Gérard Lauzier: Bob Choupon
- 1985: Hold-Up de Alexandre Arcady: Georges
- 1986: Je hais les acteurs de Gérard Krawczyk: Egelhofer
- 1986: Vaudeville de Jean Marbœuf: Gaston
- 1986: Conseil de famille de Costa-Gavras: Maximilien Faucon
- 1987: La Rumba de Roger Hanin: ma Pomme
- 1987: Charlie Dingo de Gilles Béhat: Charlie Dingo
- 1987: Grand Guignol de Jean Marbœuf: Baptiste
- 1987: L'Été en pente douce de Gérard Krawczyk: André Voke
- 1987: Noyade interdite de Pierre Granier-Deferre: inspector Leroyer
- 1987: Châteauroux district de Philippe Charigot: Marc, llamado Bebop
- 1988: Bonjour l'angoisse de Pierre Tchernia: Lambert
- 1988: L'île aux oiseaux de Geoffroy Larcher: Bélisaire
- 1989: Un père et passe de Sébastien Grall: Jacques Levasseur
- 1989: Les Maris, les Femmes, les Amants de Pascal Thomas: Bruno
- 1989: Coupe-franche de Jean-Pierre Sauné: Favier
- 1989: Sauf votre respect de Guy Hamilton: Ottavioni
- 1990: Ripoux contre ripoux de Claude Zidi: Guy Brisson
- 1995: Le Nouveau Monde de Alain Corneau: Dr. Carrion
- 1996: Le Plus Beau Métier du monde de Gérard Lauzier: Gauthier
- 1996: Beaumarchais, l'insolent de Édouard Molinaro: un miembro de la corte
- 2001: La Boîte de Claude Zidi: Pierre
- 2002: Ma femme s'appelle Maurice de Jean-Marie Poiré: Boisdain
- 2002: Tangos volés de Eduardo de Gregorio: Lamblin / Bastiani
- 2006: Dans Paris de Christophe Honoré: Mirko, el padre
- 2006: Paid de Laurence Lamers: Giuseppe
- 2007: Après lui de Gaël Morel: François
- 2008: Passe-passe de Tonie Marshall: Pierre Delage
- 2010: L'Arbre et la Forêt de Olivier Ducastel y Jacques Martineau: Frédérick Muller
- 2013: La Dune de Yossi Aviram: Paolo
- 2014: Calomnies de Jean-Pierre Mocky: Horace
- 2014: L'Art de la fugue de Brice Cauvin: Francis
- 2015: Paris-Willouby de Quentin Reynaud y Arthur Delaire: policía
- 2016: Hibou de Ramzy Bedia: el padre de Rocky
- 2017: Ôtez-moi d'un doute de Carine Tardieu: Bastien Gourmelon, el padre de Erwan
- 2018: Le Doudou de Julien Hervé y Philippe Mechelen: Francis
- 2019: Convoi exceptionnel de Bertrand Blier: el productor

### Televisión
- 1973: Musidora de Jean-Christophe Averty : René Cresté
- 1974 : Le Pain noir de Serge Moati : Darbois
- 1974 : Les Cinq Dernières Minutes de Claude Loursais, episodio Fausses notes : Julien Froment
- 1976 : Le Cœur au ventre de Robert Mazoyer : Nino Cerretti
- 1977 : La Mort amoureuse de Jacques Ertaud : Robert
- 1980 : Opération Trafics (serie de televisión de 6 episodios) : inspector Mathieu
- 1981 : La Voie Jackson de Gérard Herzog : Charlot
- 1981 : Les Héroïques de Joël Santoni : Rousseau
- 1983 : Trois morts à zéro de Jacques Renard : Luc Vachet
- 1983 : L'Homme de la nuit de Juan Luis Buñuel
- 1984 : L'Homme de Suez de Christian-Jaque : Ferdinand De Lesseps
- 1984 : Le Tueur triste de Nicolas Gessner : Simon
- 1988 : Sueurs froides (1 episodio) : Fernand
- 1989 : Passez une bonne nuit de Jeannot Szwarc : Ottavioni
- 1990 : Le Denier du colt de Claude Bernard-Aubert : Ottavioni
- 1990 : Les Belles Américaines de Carol Wiseman : Dr. Paul Charmant
- 1990 : La Mémoire d'André Delacroix : Henri Lemercier
- 1991-2003 : Nestor Burma (serie de televisión de 39 episodios)  : Nestor Burma
- 1998 : Fugue en ré de Christian Faure : Loulou
- 1999 : Trois saisons d'Edwin Baily : Archange
- 2000 : Les Jours heureux de Luc Béraud : Gérard
- 2000 : Toute la ville en parle de Marc Rivière : Charles Verdier
- 2000 : Suite en ré de Christian Faure : Loulou
- 2002 : L'Été rouge (telenovela) de Gérard Marx : capitán Martin Le Brec
- 2003-2007 : Fargas (serie de televisión de 5 episodios) : Fargas
- 2004 : Pardon d'Alain Schwartzstein : Philippe
- 2004 : Les Passeurs de Didier Grousset :  Bernard Anthonioz
- 2005 : Trois jours en juin de Philippe Venault : Edmond Valadon
- 2005 : Trois femmes… un soir d'été (telenovela) de Sébastien Grall : Lucien Sauveterre
- 2006 : La Fille du chef de Sylvie Ayme : Edmond Martin
- 2007 : Un crime très populaire de Didier Grousset : Mario Venturi
- 2010 : Un bébé pour mes 40 ans de Pierre Joassin : el padre de Béatrice
- 2011 : Le Grand Restaurant II de Gérard Pullicino : Raymond
- 2011 : La Résidence de Laurent Jaoui : Francis
- 2011 : Doc Martin (Temporada 2) de Stéphane Clavier : Jacques Le Foll
- 2012 : Scènes de ménages : ce soir, ils reçoivent : un estilista, amigo de Liliane
- 2015 : Nos chers voisins fêtent la nouvelle année : Hombre que flirtea a Chloé Varenko, amigo de Jean-Pierre Lambert
- 2017 : Call My Agent! (Temporada 2, episodio 5) : Él mismo
- 2018 : La minute vieille : Él mismo
- 2018 : Call My Agent! (Temporada 3, episodio 3) : Él mismo
- 2018 : Illégitime de Renaud Bertrand : Maurice

### Premios y nominaciones
- VII Ceremonia de César (1982): Premio César al mejor actor de reparto por  Arresto preventivo
- Festival de creaciones televisivas de Luchon 2019.: Precio especial

- César nominaciones a mejor actor de reparto por: 
  - 1981: Loulou
  - 1984: Amor a primera vista
  - 1988: Prohibido ahogarse
  - 2007: En Paris

## Discografía

### Álbumes
- Je cherche une femme (1969)
- Guy Marchand chante Fragson (1970)
- Guy Marchand (juillet 1979)
- Le disque d'or de Guy Marchand (1980 ?) Compilation
- Guy Marchand : 16 grands succès (1982 ?) Compilation
- Master Serie : Guy Marchand (1987) Compilation
- Claude Bolling & Guy Marchand (1988)
- Buenos Aires (1995)
- Marchand de rêves : Le meilleur de Guy Marchand (1998) Compilation
- NostalGitan (1998)
- L'homme qui murmurait à l'oreille des femmes (2000)
- Demain j'arrête (2002)
- CD Story : Guy Marchand  (2003) Compilation
- Emilio (2005)
- Dernière vague (2006)
- A Guy in blue (2008)
- Aujourd'hui on s'taille (2010)
- Chansons de ma jeunesse (2012)

### Singles,SPyEP
- EP La passionnata / Ça vous laisse perplexe / Le chanteur de charme / La rue Saint-Benoît (juin 1965)
- SP La Passionata / Le chanteur de charme (juillet 1965)
- EP L'amoureux transi / Casanova / Tout en dansant la rumba / Ba-Baby (noviembre 1965)
- SP L'amoureux transi / Tout en dansant la rumba (noviembre 1965)
- SP Si j'arrêtais la pendule / Ba-Baby (janvier 1966)
- EP Signor Caruso / Monsieur Al Capone / Ich Liebe Dich Marlene / Pardonne-moi Germaine (mai 1966)
- SP Signor Caruso / Monsieur Al Capone (mai 1966)
- SP Ich Liebe Dich Marlene / Pardonne-moi Germaine (mai 1966)
- EP Sentimental / Le Knack / Dancing / Vous (février 1967)
- SP Sentimental / Dancing (février 1967)
- EP Attendez-moi les gars / Mon amour a trop d'amour / Le gentleman de Monte-Carlo / Un garçon bien (juin 1967)
- SP Attendez-moi les gars / Mon amour a trop d'amour (juin 1967)
- EP Broadway / Frappe au foie / 1930 / Di Di Dui Da (février 1968)
- SP Broadway / Noir et blanc (avril 1968)
- EP Ben v'la aut'chose / J'aime les aventures / Sans moi / J'entends des pas (septembre 1968)
- SP Ben v'la aut'chose / Sans moi (octobre 1968)
- SP C'est une chanson d'amour / Je cherche une femme (mars 1969)
- EP Bye Bye les Girls / Baby Milady / Au fait mais je t'aime / La chanson est finie (mai 1970)
- SP Côté cour, côté jardin / C'est là que je descends (noviembre 1970)
- SP B.O. du film Boulevard du Rhum Plaisir d'amour (en duo avec Brigitte Bardot) / Chanson de Ronald (1971)
- SP Que tes roses sont rouges Maria / L'Amerloque (juin 1971)
- SP Les filles on n'sait jamais / Me voilà seul encore une fois (juin 1972)
- SP Plein les bottes, les bottines et les boots / Danse à la belle étoile (mars 1973)
- SP Oh! Love / Lily Darling (décembre 1973)

[[Fichier:Guy Marchand Cannes.jpg|vignette|Guy Marchand au festival de Cannes 2007.]]
- SP Lucille / Elle a 16 ans et c'est charmant (mai 1974)
- SP Moi je suis tango / Mister Tango (avril 1975)
- SP B.O. du film Attention les yeux Attention les yeux / Qu'on est con (janvier 1976)
- SP L'époque du mambo / Ma mère était gitane (mai 1976)
- SP Hey Crooner / Peggy (juin 1977)
- SP Relax / Las Vegas sur Marne (mai 1978)
- SP B.O. du film Le maître-nageur On s'reverra (mars 1979)
- SP Taxi de nuit / Dingue de blues (noviembre 1981)
- SP B.O. du film Les Sous-doués en vacances Destinée (1982)
- SP B.O. du film Le père Noël est une ordure Destinée (1982)
- SP Au Flamingo / Dites-moi (de quel côté vous vous endormez) (avril 1983)
- SP B.O. du film La tête dans le sac Romantic Romance (1984)
- SP Bleu dur / Encore une cigarette de plus (1986)
- LP B.O. du film La Rumba Le chapeau de Zozo / J'ai deux amours (en duo avec Viviane Reed) (1987)
- SP B.O. du film Chateauroux District So Near So Far (1987)
- Single Hôtel des Solitudes / Sois tendre (1995)
- Single Ci-gît le gitan / I've Got You Under My Skin (fin 1998)
- Single Ragazza / Besame Mucho (fin 1998)
- Single Ouvrier de l'amour / Encore (2000)

## Publicaciones
- 2007: Le Guignol des Buttes-Chaumont (autobiographie), Michel Lafon
- 2008: Un rasoir dans les mains d’un singe, Michel Lafon
- 2011: Le Soleil des enfants perdus, Ginkgo éditeur — Premio Jean-Nohain 2012
- 2014: Calme-toi, Werther !, Ginkgo éditeur